# Bao’eng Renyong
Bao’eng Renyong (chiń. 保寧仁勇, pinyin Bǎoníng Rényǒng; kor. 보령인용 Porŏng Inyong; jap. Honei Jinyū; wiet. Bảo Ninh Nhân Dũng) – chiński mistrz chan frakcji yangqi szkoły linji.

## Życiorys
Nie zachowały się informacje o datach jego urodzin i śmierci. Pochodził z rejonu Siming, który znajduje się obecnie na terenie prowincji Zhejiang. Już jako chłopiec wykazywał niezwykłą inteligencję i wyróżniał się swoim pełnym godności wyglądem.
Po zostaniu mnichem praktykę buddyjską rozpoczął od studiowania idei szkoły tiantai. Gdy zainteresował się później chanem, rozpoczął praktykę chanu pod kierunkiem wielkiego mistrza Xuedou Chongxiana (980–1052) ze szkoły yunmen. Mistrz ten natychmiast rozpoznał niezwykłe zdolności ucznia i jego wielki potencjał jako przekaziciela Dharmy. Jednak gdy określił swojego ucznia mianem „akademickiego nauczyciela”, Bao’eng obraził się i odszedł od niego. Ślubował wtedy Będę kontynuował piegrzymkę, aby studiować chan i jeśli nie znajdę nauczyciela, który przewyższy Xuedou, ślubuję nigdy nie powrócić do domu.
Po pewnym okresie wędrówek dotarł do klasztoru mistrza Yangqi Fanghui (992–1049) na górze Yangqi. Ich pierwsze spotkanie było bardzo brzemienne, gdyż mistrz Yangqi nie zdołał dokończyć swojego zdania, gdy Bao’eng osiągnął całkowite oświecenie.
Bao’eng spędził w klasztorze mistrza czas do jego śmierci w 1049 r. Następnie w towarzystwie brata dharmicznego i zarazem bliskiego przyjaciela Baiyuna Shouduana (1025–1072) udał się w długotrwałą podróż po klasztorach chanu.
W końcu został opatem klasztoru Baoning w Jinling.
Mistrz chan Bao’eng Renyong wszedł do sali, aby wygłosić mowę do mnichów. Służący zapalił kadzidełko [aby ofiarować je Buddzie].
Mistrz wskazał na służącego i powiedział Ten służący już wyjaśnił Dharmę wam wszystkim!
Bao’eng wygłosił mowę do mnichów
| Przez ponad 20 lat nosiłem paczkę z miskami, podróżując wszędzie w obrębie czterech mórz, studiując u ponad dziesięciu różnych adeptów chanu. Ale nigdy nie uchwyciłem przebłysku mojego własnego domu i byłem jak nieczuły kamień. Wszyscy godni szacunku, z którymi praktykowałem, nie potrafili mi zapewnić pozytywnych korzyści. Przez cały ten czas nie nauczyłem się niczego. Na szczęście, moje żałosne życie zostało nagle zwiane przez karmiczny wiatr do Jiangningu, gdzie popchnięty przez tłum, zostałem wrzucony do starej zniszczonej świątyni na ruchliwym skrzyżowaniu. Tam służyłem jako „dostawca owsianki” pomagając wszystkim przychodzącym. Moje obowiązki nigdy się nie kończyły. Było tam wystarczająco soli i octu oraz kaszy i ryżu. W ten sposób minęło mi trochę czasu. Przedtem nigdy nie wyobrażałem sobie, nawet we śnie, że w ten sposób urzeczywistnię stan buddy. |

## Linia przekazu Dharmy zen
Pierwsza liczba oznacza liczbę pokoleń od Pierwszego Patriarchy chan w Indiach Mahakaśjapy.
Druga liczba oznacza liczbę pokoleń od Pierwszego Patriarchy chan w Chinach Bodhidharmy.
- 38/11. Linji Yixuan (zm. 867) szkoła linji
- 39/12. Xinghua Cunjiang (830–888/925) *także Weifu
- 40/13. Nanyuan Huiyong (860–930) *także Baoying
- 41/14. Fengxue Yanzhao (896–973)
- 42/15. Shoushan Xingnian (926–993) *także Shengnian
- 43/16. Fenyang Shanzhao (947–1024) *także Fenzhou lub Fenxue
- 44/17. Ziming Chuyuan (987–1040) *także Shishuang i Nanyuan
  - 45/18. Huanglong Huinan (1002–1069) frakcja huanglong
  - 45/18. Yangqi Fanghui (992–1049) frakcja yangqi
    - 46/19. Baiyun Shouduan (1025–1079)
    - 46/19. Bao’eng Renyong (bd)